# Échangeur de Daussoulx
L'échangeur de Daussoulx est le croisement autoroutier à niveaux multiples entre l'A4 (E411) et l'A15 (E42). L'échangeur se trouve à Daussoulx, village se trouvant à une dizaine de kilomètres au nord de la ville de Namur en Belgique.
Cette réalisation était la première du genre à n'être pas dessinée en trèfle mais en concentrique donc, « petite anomalie » lorsque l'on s'engage sur la bretelle, on doit se placer sur la voie de gauche pour aller vers la droite et vice versa.

Croquis de l'Échangeur de Daussoulx